# Cratere Dantu
Dantu  è un cratere sulla superficie di Cerere.